# Сайто, Наото
Наото Сайто (яп. 斎藤 直人 Сайто: Наото, ромадзи: Saito Naoto; род. 12 ноября 1988 года) — японский фигурист, победитель чемпионата Азии 2007 года. Родился в городе Сэндай. Его тренирует Нанами Абэ (яп. 阿部奈々美).

## Достижения
| Соревнование                    | 2003—2004 | 2004—2005 | 2005—2006 | 2006—2007 | 2007—2008 | 2008—2009 | 2009—2010 |
| ------------------------------- | --------- | --------- | --------- | --------- | --------- | --------- | --------- |
| Чемпионат Японии                |           |           |           |           |           | 15        | 14        |
| Чемпионат Японии среди юниоров  | 7         | 9         |           | 4         | 9         |           |           |
| Гран-при среди юниоров, Андорра |           |           | 14        |           |           |           |           |
| Гран-при среди юниоров, США     |           | 8         |           |           |           |           |           |